# Мохамед ел Нени
Мохамед Насер Елсаид ел Нени (арап. محمد ناصر السيد الننى‎, романизовано Mohamed Naser Elsayed Elneny; Махала ел Кубра, 11. јул 1992) професионални је египатски фудбалер који игра у средини терена на позицији дефанзивног везног играча. 

## Играчка каријера
Иако је поникао у фудбалској школи највећег египатског клуба Ал Ахлија, професионалну каријеру је започео током 2010. у знатно мањем клубу, у екипи Мокавлуна. Крајем јануара 2013. одлази на позајмицу до краја сезоне у швајцарски Базел, да би средином исте године потписао четворогодишњи уговор са швајцарским клубом. За четири сезоне проведене у Базелу одиграо је укупно 142 утакмице и постигао 9 голова, а клуб је у том периоду освојио и 4 титуле првака Суперлиге Швајцарске. 
У јануару 2016. поптисује уговор са лондонским Арсеналом за који је дебитовао већ 30. јануара у утакмици ФА купа против Бернлија. У марту 2018. продужује уговор са лондонским клубом на још 4 године.

## Репрезентативна каријера
Ел нени је неколико година играо за млађе репрезентативне селекције Египта, а са репрезентацијом до 23 године старости учестовао је и на Летњим олимпијским играма 2012. у Лондону. 
Прву утакмицу у дресу сениорске репрезентације Египта одиграо је 3. септембра 2011. против селекције Сијера Леонеа, а реч је била о квалификационој утакмици за Куп афричких нација 2012. године. Од тада је стандардни репрезентативац Египта.
Са репрезентацијом је освојио сребрну медаљу на Купу афричких нација 2017. у Габону, а такође је био део националног тима на Светском првенству 2018. у Русији. Дебитантски наступ на светским првенствима уписао је 15. јуна 2018. на утакмици првог кола групе А између Египта и Уругваја, коју су египатски фудбалери изгубили резултатом 0:1. 